# Irthlingborough
Irthlingborough – miasto w Wielkiej Brytanii, w Anglii, w hrabstwie Northamptonshire, położone w jego wschodniej części nad rzeką Nene. W 2001 roku miasto liczyło 8159 mieszkańców. Jest najmniejszym miastem w Anglii, które posiadało kiedykolwiek zawodową drużynę piłkarską – Rushden & Diamonds F.C..

## Historia
Do końca XVI wieku na obecne miasto składały się dwie gminy, jedna z kościołem św. Piotra, druga z kościołem Wszystkich Świętych. W roku 1428 drugi z kościołów liczył jedynie dziewięciu parafian i podupadł. W obecnym kształcie miasto rozwinęło się w XVIII wieku, wraz z rozwojem kopalnictwa. Między miastem a wsią Finedon wykopano tunel, który istnieje do dziś. Od 1918 w miejscowości wykopywano rudę żelaza, która była eksportowana do huty RTB Redbourne znajdującej się w Scunthorpe. Richard Tomas oraz Baldwin's Ltd byli właścicielami i zarządcami kopalni. W 1965 roku zamknięto kopalnię.
Na terenach zalewanych przez rzekę Nene między Irthlingborough a Higham Ferres rozpoczęto wydobywanie żwiru. Po pewnym czasie powstałe kamieniołomy zalano wodą, aby stworzyć sztuczne zbiorniki wodne. Od 2012 tereny te przejął The Wildlife Trust i zostały oficjalnie zmienione na rezerwat przyrody Irthlingborough Lakes and Meadows.